# Klub Polityczny Kobiet Postępowych
Klub Polityczny Kobiet Postępowych – polska organizacja feministyczna działająca w latach 1919–1939.
Założony 30 maja 1919 roku, przez działaczki Centralnego Komitetu Politycznego Równouprawnienia Kobiet, w reakcji na wyniki wyborów do Sejmu Ustawodawczego, w którym znalazło się niewiele kobiet. Statutowymi celami Klubu było „korzystanie z praw politycznych już zdobytych dla faktycznego zrównania praw mężczyzn i kobiet”, „wyrabianie polityczne kobiet przez rozważanie spraw politycznych, narodowych i społecznych” oraz „wprowadzenie etyki w życie polityczne i społeczne”. Program Klubu zapowiadał kontynuowanie zabiegów o reformę praw cywilnych kobiet, poruszanie na zebraniach „wszelkich, wysuwanych przez bieg wypadków zagadnień politycznych i społecznych i wciąganie tym samym jak najliczniejszych zastępów kobiet do życia publicznego”. Klub prowadził działalność zarówno w Polsce jak i na forum międzynarodowym. W ramach klubu prowadzono dyskusje na tematy społeczne, polityczne i związane z kwestią równouprawnienia kobiet. Opracowane na ich podstawie memoriały, kierowano następnie do instytucji państwowych. Klub wystosował także memoriał „O stanie Sprawy Kobiecej w Polsce” na Międzynarodowy Kongres Kobiecy w Genewie w 1920 roku. W tym samym roku KPKP złożył projekt wprowadzenia do konstytucji praw dzieci. Organizacja współpracowała z Małą Ententą Kobiet (Petite Entente des Femmes) oraz Międzynarodową Ligą Kobiet na rzecz Pokoju i Wolności (Ligue internationale des femmes pour la paix et la liberté) i Międzynarodowym Związkiem Równouprawnienia Kobiet (International Women Suffrage Aliance).
Była to elitarna organizacja zrzeszająca ok. 100 członkiń, przedstawicielek ruchu kobiecego, uczestniczących w życiu publicznym II Rzeczypospolitej. Działał w Warszawie i przejściowo w latach 20. XX wieku także we Lwowie. Klub miał statutowo za strzeżoną bezpartyjność i „charakter demokratyczny”. Stąd w latach 20. we władzach stowarzyszenia były zarówno działaczki PPS jak i te które po zamachu majowym opowiedziały się za sanacją. Po wyborach brzeskich 1930 nastąpiło opuszczenie Klubu przez socjalistki i organizacja przybrała wówczas jednoznacznie sanacyjny charakter. Pod koniec lat 30. część działaczek Klubu związała się ze Stronnictwem Demokratycznym. Do klubu należały m.in. Justyna Budzińska-Tylicka (przewodnicząca), Sylwia Bujak-Boguska, Zofia Daszyńska-Golińska, Jadwiga Krawczyńska, Teodora Męczkowska, Zofia Praussowa, Zofia Stankiewiczówna, Eugenia Waśniewska, Władysława Weychert-Szymanowska, Regina Fleszarowa, Anna Paradowska-Szelągowska, Halina Krahelska, Ludwika Wolska.

## Zob. też
- Międzynarodowa Liga Kobiet na rzecz Pokoju i Wolności
- International Alliance of Women